# Рудолф IV фон Баден
Рудолф IV фон Баден (на немски: Rudolf IV fon Baden, † 25 юни 1348) е от 1291 до 1348 г. маркграф на Маркграфство Баден.

## Произход
Той е вторият син на маркграф Херман VII фон Баден (1266 – 1291) и Агнес фон Труендинген († сл. 1309).

## Фамилия
Първи брак: Рудолф IV се жени преди 28 февруари 1318 г. за пръв път за Луитгардис (Лиутгарда) фон Боланден († 18 март 1325), вдовица на граф Албрехт I фон Шенкенберг-Льовенщайн († 11 юни 1304), извънбрачен син на крал Рудолф I. Тя е дъщеря на Филип V фон Боланден († 19 януари 1276, кмет на Опенхайм) и на Лукардис фон Хоенфелс († 26 април 1286) и сестра на цистерцианката Анна фон Боланден, автор на запазения Codex Lichtenthal 37. Двамата нямат деца.
Втори брак: след смъртта на Лиутгарда Рудолф IV се жени преди 18 февруари 1326 г. втори път за Мария фон Йотинген († 10 юни 1369), вдовица на граф Рудолф III (VI) фон Хабсбург-Лауфенбург, господар на Раперсвил († 22 януари 1315 в Монпелие) и на граф Вернер II фон Хомберг († 21 март 1320 в Италия), дъщеря на граф Фридрих I фон Йотинген († 1311/1313) и Елизабет фон Дорнберг († 1309/1311). Мария като вдовица става цистерцианка в манастир Лихтентал. Те имат двама сина:
- Фридрих III (* 1327, † 2 септември 1353), маркграф на Баден
- Рудолф V († 1361), маркграф на Баден